# Принс Тејго
Принс Тејго (енгл. Prince Tagoe; рођен 9. новембра 1986) је гански фудбалер. Игра на позицији нападача.

## Клупска каријера

### Почеци
На почетку каријере је играо у родној Гани. Док је наступао за Хартс оф Оук, био је најбољи стрелац Премијер лиге Гане са 18 постигнутих голова. У јануару 2006. године је био близу преласка у немачки Мајнц 05, али пошто трансфер није био успешан преселио се у Саудијску Арабију, у Ал Итихад из Џеде. Након шест месеци играња у Итихаду, одлази у УАЕ где игра за Ал Шабаб из Дубаија. Затим се вратио у Саудијску Арабију где је две године играо за Етифак из Дамама.

### Хофенфајм
Дана 9. јуна 2009. је потписао трогодишњи уговор са немачким бундеслигашем Хофенхајмом. Ипак, само 51 дан касније, 1. августа, уговор је раскинут због срчаних проблема који су откривени код Тејга. Тејгов адвокат је тражио поништење одлуке, тражећи и мишљење другог лекара. Након што је ФИФА утврдила да је његово отпуштање било ван прописа, Хофенхајм је 20. августа потписао нови уговор са Тејгом. Тејго је потом по одлуци Фудбалског савеза Немачке морао да одради поново здравствене тестове, да би у јануару 2010. коначно добио дозволу да заигра за клуб.
Дебитовао је за Хофенхајм 30. јануара 2010. на првенственој утакмици са Шалкеом, ушавши на терен у 82. минуту уместо Бориса Вукчевића. Први гол за клуб је постигао 9. фебруара 2010. у четвртфиналу Купа Немачке против Вердера. Прве голове у Бундеслиги је постигао 1. маја 2010. на утакмици са Ајнтрахтом у Франкфурту, када је ушао на терен у 77. минуту а недуго затим је преокренуо резултат и са два гола донео победу свом клубу 2:1.

### Партизан
Дана 31. јануара 2011. је дошао на позајмицу у Партизан до краја 2010/11. сезоне. На свом дебитантском наступу, 5. марта 2011, постигао је два гола у победи 1:3 на гостовању Инђији. Наступио је на свих 15 утакмица током пролећног дела такмичарске 2010/11. у Суперлиги Србије, уз девет постигнутих голова. Поред тога, био је ефикасан и у освајању Купа Србије. У полуфиналу је постигао два гола на првом мечу са Црвеном звездом, а затим је био стрелац и у победи над Војводином у финалној утакмици. Са црно-белима је освојио дуплу круну, а на 18 одиграних утакмица је постигао 12 голова. 

### Касније године
По истеку позајмице у Партизану се вратио у Хофенхајм али поново није добијао шансу па је 1. септембра 2011. потписао уговор са турским суперлигашем Бурсаспором. У овом клубу је постигао само један гол, 26. октобра 2011. у ремију 1:1 са Ордуспором. 

## Репрезентација
Након што је дебитовао за сениорску репрезентацију Гане на пријатељској утакмици са Тогом, Тејго се нашао и на списку селектора Ратомира Дујковића за Афрички куп нација 2006. године. Одиграо је укупно 49 минута на овом првенству (на две утакмице), а Гана је такмичење завршила након групне фазе.
Нашао се и на коначном списку селектора Милована Рајевца за Светско првенство 2010. у Јужној Африци. Као стартер је наступио на све три утакмице групне фазе, али није улазио на терен у нокаут фази где је Гана заустављена у четвртфиналу од Уругваја.
За репрезентацију Гане је у периоду од 2006. до 2012. одиграо 36 утакмица уз седам постигнутих голова.

### Наступи по годинама
| Репрезентација | Година | Наступа | Голова |
| -------------- | ------ | ------- | ------ |
| Гана           | 2006.  | 4       | 0      |
| Гана           | 2007.  | 1       | 0      |
| Гана           | 2008.  | 6       | 2      |
| Гана           | 2009.  | 5       | 2      |
| Гана           | 2010.  | 8       | 1      |
| Гана           | 2011.  | 8       | 2      |
| Гана           | 2012.  | 4       | 0      |
| Укупно         | Укупно | 36      | 7      |

### Голови за репрезентацију
| # | Датум              | Локација | Противник | Гол | Резултат | Такмичење                                          |
| - | ------------------ | -------- | --------- | --- | -------- | -------------------------------------------------- |
| 1 | 1. јун 2008.       | Кумаси   | Либија    | 1–0 | 3–0      | Квалификације за Светско првенство у фудбалу 2010. |
| 2 | 22. јун 2008.      | Акра     | Габон     | 1–0 | 2–0      | Квалификације за Светско првенство у фудбалу 2010. |
| 3 | 11. фебруар 2009.  | Каиро    | Египат    | 2–1 | 2–2      | Пријатељска утакмица                               |
| 4 | 29. март 2009.     | Кумаси   | Бенин     | 1–0 | 1–0      | Квалификације за Светско првенство у фудбалу 2010. |
| 5 | 5. септембар 2010. | Лобамба  | Свазиленд | 2–0 | 3–0      | Квалификације за Афрички куп нација 2012.          |
| 6 | 27. март 2011.     | Бразавил | Конго     | 1–0 | 3–0      | Квалификације за Афрички куп нација 2012.          |
| 7 | 3. јун 2011.       | Кумаси   | Конго     | 2–0 | 3–1      | Квалификације за Афрички куп нација 2012.          |

## Успеси
Партизан
- Суперлига Србије (1): 2010/11.
- Куп Србије (1): 2010/11.